# Oblast Koeban
De oblast  Koeban (Russisch: Кубанская область, Koebanskaja oblast) was een oblast van het keizerrijk Rusland. Deze oblast bestond van 1860 tot 1920. De oblast ontstond uit het Kanaat van de Krim die na een besluit van de Koeban Rada in 1917 opgeheven werd. De oblast ging in 1918 op in de volksrepubliek Koeban.  
Het gouvernement grensde aan de oblast Donleger, de oblast Terek, het gouvernement Stavropol, het gouvernement Koetaisi, het gouvernement Zwarte Zee (tot 1896) en de Zwarte Zee. De hoofdstad was Krasnodar.